# NBA 2016/17
NBA 2016/17 was het 71e seizoen van de NBA. Het reguliere seizoen begon op 25 oktober 2016 en eindigde op 12 april 2017. De play-offs begonnen op 13 april 2017.

## Verloop
Het reguliere seizoen begon op 25 oktober 2016, met een wedstrijd tegen de verdedigende kampioen de Cleveland Cavaliers in een thuiswedstrijd tegen de New York Knicks. De 2017 NBA All-Star Game werd gespeeld in het Smoothie King Center in New Orleans, Louisiana, op 19 februari 2017, waarbij het Westen het Oosten met 192-182 versloeg. Anthony Davis van de New Orleans Pelicans werd uitgeroepen tot de All Star Game MVP na het breken van Wilt Chamberlain's record door 52 punten te scoren in de All Star Game. De oorspronkelijke gastheer van de wedstrijd, Charlotte's Spectrum Center, werd op 21 juli 2016 vervangen door het verzet van de league tegen North Carolina's Public Facilities Privacy & Security Act. Het reguliere seizoen eindigde op 12 april 2017 en de play-offs begonnen op 15 april 2017 en eindigden op 12 juni 2017, waarbij de Golden State Warriors 16-1 werden in de play-offs en de Cleveland Cavaliers in vijf games versloegen tijdens hun derde opeenvolgende wedstrijd in de NBA Finals. Bovendien tekende Kevin Durant bij de Golden State Warriors, en Dwyane Wade bij de Chicago Bulls, nadat ze hun hele carrière tot dan toe bij één team hadden gespeeld (respectievelijk Seattle SuperSonics/Oklahoma City Thunder en Miami Heat).
Dit was het laatste seizoen dat Adidas de officiële shirtmakers was van de NBA. Adidas werd na dit seizoen vervangen door Nike.

## Coachwissels
| Team                     | 2015/16                     | 2016/17                  |
| Voor het seizoen 2016/17 | Voor het seizoen 2016/17    | Voor het seizoen 2016/17 |
| ------------------------ | --------------------------- | ------------------------ |
| Brooklyn Nets            | Tony Brown (interim)        | Kenny Atkinson           |
| Minnesota Timberwolves   | Sam Mitchell (interim)      | Tom Thibodeau            |
| Washington Wizards       | Randy Wittman               | Scott Brooks             |
| Los Angeles Lakers       | Byron Scott                 | Luke Walton              |
| Sacramento Kings         | George Karl                 | Dave Joerger             |
| Indiana Pacers           | Frank Vogel                 | Nate McMillan            |
| Orlando Magic            | Scott Skiles                | Frank Vogel              |
| Memphis Grizzlies        | Dave Joerger                | David Fizdale            |
| Houston Rockets          | J. B. Bickerstaff (interim) | Mike D'Antoni            |
| New York Knicks          | Kurt Rambis (interim)       | Jeff Hornacek            |

## Eindstand regulier seizoen
| Eastern Conference    | W  | V  |
| --------------------- | -- | -- |
| Boston Celtics*       | 53 | 29 |
| Cleveland Cavaliers * | 51 | 31 |
| Toronto Raptors       | 51 | 31 |
| Washington Wizards*   | 49 | 33 |
| Atlanta Hawks         | 43 | 39 |
| Milwaukee Bucks       | 42 | 40 |
| Indiana Pacers        | 42 | 40 |
| Chicago Bulls         | 41 | 41 |
| Miami Heat            | 41 | 41 |
| Detroit Pistons       | 37 | 45 |
| Charlotte Hornets     | 36 | 46 |
| New York Knicks       | 31 | 51 |
| Orlando Magic         | 29 | 53 |
| Philadelphia 76ers    | 28 | 54 |
| Brooklyn Nets         | 20 | 62 |

| Western Conference     | W  | V  |
| ---------------------- | -- | -- |
| Golden State Warriors* | 67 | 15 |
| San Antonio Spurs*     | 61 | 21 |
| Houston Rockets        | 55 | 27 |
| LA Clippers            | 51 | 31 |
| Utah Jazz*             | 51 | 31 |
| Oklahoma City Thunder  | 47 | 35 |
| Memphis Grizzlies      | 43 | 39 |
| Portland Trail Blazers | 41 | 41 |
| Denver Nuggets         | 40 | 42 |
| New Orleans Pelicans   | 34 | 48 |
| Dallas Mavericks       | 33 | 49 |
| Sacramento Kings       | 32 | 50 |
| Minnesota Timberwolves | 31 | 51 |
| LA Lakers              | 26 | 56 |
| Phoenix Suns           | 24 | 58 |

*Winnaars van de zes divisies

## Playoffs
|  | Eerste ronde | Eerste ronde          | Eerste ronde          |   |                       | Conference Halve Finale | Conference Halve Finale | Conference Halve Finale |  |  | Conference Finale | Conference Finale | Conference Finale   |   |  | NBA Finale | NBA Finale | NBA Finale |
|  |              |                       |                       |   |                       |                         |                         |                         |  |  |                   |                   |                     |   |  |            |            |            |
|  |              | Boston Celtics        | 4                     |   |                       |                         |                         |                         |  |  |                   |                   |                     |   |  |            |            |            |
|  |              | Chicago Bulls         | 2                     |   |                       |                         |                         |                         |  |  |                   |                   |                     |   |  |            |            |            |
|  |              | Chicago Bulls         | 2                     |   | Boston Celtics        | 4                       |                         |                         |  |  |                   |                   |                     |   |  |            |            |            |
|  |              |                       |                       |   | Boston Celtics        | 4                       |                         |                         |  |  |                   |                   |                     |   |  |            |            |            |
|  |              |                       | Washington Wizards    | 3 |                       |                         |                         |                         |  |  |                   |                   |                     |   |  |            |            |            |
|  |              | Washington Wizards    | Washington Wizards    | 3 | 4                     |                         |                         |                         |  |  |                   |                   |                     |   |  |            |            |            |
|  |              |                       |                       |   | 4                     |                         |                         |                         |  |  |                   |                   |                     |   |  |            |            |            |
|  |              | Atlanta Hawks         | 2                     |   |                       |                         |                         |                         |  |  |                   |                   |                     |   |  |            |            |            |
|  |              |                       |                       |   |                       |                         | Boston Celtics          | 1                       |  |  |                   |                   |                     |   |  |            |            |            |
|  |              |                       |                       |   |                       |                         |                         |                         |  |  |                   |                   |                     |   |  |            |            |            |
|  |              |                       | Cleveland Cavaliers   | 4 |                       |                         |                         |                         |  |  |                   |                   |                     |   |  |            |            |            |
|  |              | Toronto Raptors       | Cleveland Cavaliers   | 4 | 4                     |                         |                         |                         |  |  |                   |                   |                     |   |  |            |            |            |
|  |              |                       |                       |   | 4                     |                         |                         |                         |  |  |                   |                   |                     |   |  |            |            |            |
|  |              | Milwaukee Bucks       | 2                     |   |                       |                         |                         |                         |  |  |                   |                   |                     |   |  |            |            |            |
|  |              | Milwaukee Bucks       | 2                     |   | Toronto Raptors       | 0                       |                         |                         |  |  |                   |                   |                     |   |  |            |            |            |
|  |              |                       |                       |   | Toronto Raptors       | 0                       |                         |                         |  |  |                   |                   |                     |   |  |            |            |            |
|  |              |                       | Cleveland Cavaliers   | 4 |                       |                         |                         |                         |  |  |                   |                   |                     |   |  |            |            |            |
|  |              | Cleveland Cavaliers   | Cleveland Cavaliers   | 4 | 4                     |                         |                         |                         |  |  |                   |                   |                     |   |  |            |            |            |
|  |              |                       |                       |   | 4                     |                         |                         |                         |  |  |                   |                   |                     |   |  |            |            |            |
|  |              | Indiana Pacers        | 0                     |   |                       |                         |                         |                         |  |  |                   |                   |                     |   |  |            |            |            |
|  |              |                       |                       |   |                       |                         |                         |                         |  |  |                   |                   | Cleveland Cavaliers | 1 |  |            |            |            |
|  |              |                       |                       |   |                       |                         |                         |                         |  |  |                   |                   |                     | 1 |  |            |            |            |
|  |              |                       | Golden State Warriors | 4 |                       |                         |                         |                         |  |  |                   |                   |                     |   |  |            |            |            |
|  |              | Golden State Warriors | Golden State Warriors | 4 | 4                     |                         |                         |                         |  |  |                   |                   |                     |   |  |            |            |            |
|  |              | Golden State Warriors |                       |   | 4                     |                         |                         |                         |  |  |                   |                   |                     |   |  |            |            |            |
|  |              | Portland Trailblazers | 0                     |   |                       |                         |                         |                         |  |  |                   |                   |                     |   |  |            |            |            |
|  |              | Portland Trailblazers | 0                     |   | Golden State Warriors | 4                       |                         |                         |  |  |                   |                   |                     |   |  |            |            |            |
|  |              |                       |                       |   | Golden State Warriors | 4                       |                         |                         |  |  |                   |                   |                     |   |  |            |            |            |
|  |              |                       | Utah Jazz             | 0 |                       |                         |                         |                         |  |  |                   |                   |                     |   |  |            |            |            |
|  |              | Los Angeles Clippers  | Utah Jazz             | 0 | 3                     |                         |                         |                         |  |  |                   |                   |                     |   |  |            |            |            |
|  |              |                       |                       |   | 3                     |                         |                         |                         |  |  |                   |                   |                     |   |  |            |            |            |
|  |              | Utah Jazz             | 4                     |   |                       |                         |                         |                         |  |  |                   |                   |                     |   |  |            |            |            |
|  |              |                       |                       |   |                       |                         | Golden State Warriors   | 4                       |  |  |                   |                   |                     |   |  |            |            |            |
|  |              |                       |                       |   |                       |                         |                         |                         |  |  |                   |                   |                     |   |  |            |            |            |
|  |              |                       | San Antonio Spurs     | 0 |                       |                         |                         |                         |  |  |                   |                   |                     |   |  |            |            |            |
|  |              | Houston Rockets       | San Antonio Spurs     | 0 | 4                     |                         |                         |                         |  |  |                   |                   |                     |   |  |            |            |            |
|  |              | Houston Rockets       |                       |   | 4                     |                         |                         |                         |  |  |                   |                   |                     |   |  |            |            |            |
|  |              | Oklahoma City Thunder | 1                     |   |                       |                         |                         |                         |  |  |                   |                   |                     |   |  |            |            |            |
|  |              | Oklahoma City Thunder | 1                     |   | Houston Rockets       | 2                       |                         |                         |  |  |                   |                   |                     |   |  |            |            |            |
|  |              |                       |                       |   | Houston Rockets       | 2                       |                         |                         |  |  |                   |                   |                     |   |  |            |            |            |
|  |              |                       | San Antonio Spurs     | 4 |                       |                         |                         |                         |  |  |                   |                   |                     |   |  |            |            |            |
|  |              | San Antonio Spurs     | San Antonio Spurs     | 4 | 4                     |                         |                         |                         |  |  |                   |                   |                     |   |  |            |            |            |
|  |              | San Antonio Spurs     |                       |   | 4                     |                         |                         |                         |  |  |                   |                   |                     |   |  |            |            |            |
|  |              | Memphis Grizzlies     | 2                     |   |                       |                         |                         |                         |  |  |                   |                   |                     |   |  |            |            |            |

## Prijzen

### Individuele Prijzen
- Most Valuable Player: 
  Russell Westbrook (Oklahoma City Thunder)
- Rookie of the Year: 
  Malcolm Brogdon (Milwaukee Bucks)
- Defensive Player of the Year 
  Draymond Green (Golden State Warriors)
- NBA Sixth Man of the Year: 
  Eric Gordon (Houston Rockets)
- NBA Most Improved Player: 
  Giannis Antetokounmpo (Milwaukee Bucks)
- NBA Coach of the Year: 
  Mike D'Antoni (Houston Rockets)

- NBA Sportsmanship Award: 
 Kemba Walker (Charlotte Hornets)
- NBA Hustle Award: 
 Patrick Beverley (Houston Rockets)
- J. Walter Kennedy Citizenship Award: 
 LeBron James (Cleveland Cavaliers)
- Twyman–Stokes Teammate of the Year Award: 
 Dirk Nowitzki (Dallas Mavericks)
- NBA Community Assist Award: 
 Isaiah Thomas (Boston Celtics)
- NBA Lifetime Achievement Award: 
 Bill Russell (Boston Celtics)

### All-NBA Teams
- All-NBA First Team:
  - F Kawhi Leonard, San Antonio Spurs
  - F LeBron James, Cleveland Cavaliers
  - C Anthony Davis, New Orleans Pelicans
  - G James Harden, Houston Rockets
  - G Russell Westbrook, Oklahoma City Thunder

- All-NBA Second Team:
  - F Kevin Durant, Golden State Warriors
  - F Giannis Antetokounmpo, Milwaukee Bucks
  - C Rudy Gobert, Utah Jazz
  - G Stephen Curry, Golden State Warriors
  - G Isaiah Thomas, Boston Celtics

- All-NBA Third Team:
  - F Jimmy Butler, Chicago Bulls
  - F Draymond Green, Golden State Warriors
  - C DeAndre Jordan, Los Angeles Clippers
  - G DeMar DeRozan, Toronto Raptors
  - G John Wall, Washington Wizards

- NBA All-Defensive First Team:
  - F Kawhi Leonard, San Antonio Spurs
  - F Draymond Green, Golden State Warriors
  - C Rudy Gobert, Utah Jazz
  - G Patrick Beverley, Houston Rockets
  - G Chris Paul, Los Angeles Clippers

- NBA All-Defensive Second Team:
  - F Giannis Antetokounmpo, Milwaukee Bucks
  - F Andre Roberson, Oklahoma City Thunder
  - C Anthony Davis, New Orleans Pelicans
  - G Tony Allen, Memphis Grizzlies
  - G Danny Green, San Antonio Spurs

- NBA All-Rookie First Team:
  - F Dario Šarić, Philadelphia 76ers
  - C Willy Hernangómez, New York Knicks
  - C Joel Embiid, Philadelphia 76ers
  - G Malcolm Brogdon, Milwaukee Bucks
  - G Buddy Hield, Sacramento Kings

- NBA All-Rookie Second Team:
  - F Jaylen Brown, Boston Celtics
  - F Marquese Chriss, Phoenix Suns
  - F Brandon Ingram, Los Angeles Lakers
  - G Jamal Murray, Denver Nuggets
  - G Yogi Ferrell, Dallas Mavericks

1950 · 1951 · 1952 · 1953 · 1954 · 1955 · 1956 · 1957 · 1958 · 1959 · 
1960 · 1961 · 1962 · 1963 · 1964 · 1965 · 1966 · 1967 · 1968 · 1969 · 
1970 · 1971 · 1972 · 1973 · 1974 · 1975 · 1976 · 1977 · 1978 · 1979 · 
1980 · 1981 · 1982 · 1983 · 1984 · 1985 · 1986 · 1987 · 1988 · 1989 · 
1990 · 1991 · 1992 · 1993 · 1994 · 1995 · 1996 · 1997 · 1998 · 1999 · 
2000 · 2001 · 2002 · 2003 · 2004 · 2005 · 2006 · 2007 · 2008 · 2009 · 
2010 · 2011 · 2012 · 2013 · 2014 · 2015 · 2016 · 2017 · 2018 · 2019 · 
2020 · 2021 · 2022 · 2023 · 2024